# Callitris sulcata
Callitris sulcata là một loài thực vật hạt trần trong họ Cupressaceae. Loài này được Parl. Schltr. mô tả khoa học đầu tiên năm 1906.